# TV Gazeta Noroeste
TV Gazeta Noroeste é uma emissora de televisão brasileira sediada em Colatina, cidade do estado do Espírito Santo. Opera no canal 9 (24 UHF digital), e é afiliada à TV Globo. A emissora integra a Rede Gazeta, rede de televisão pertencente ao grupo homônimo, e gera sua programação para 21 municípios do estado.

## Sinal digital
| Canal virtual | Canal digital | Resolução de tela | Programação                                         |
| ------------- | ------------- | ----------------- | --------------------------------------------------- |
| 9.1           | 24 UHF        | 1080i             | Programação principal da TV Gazeta Noroeste / Globo |

Transição para o sinal digital
Com base no decreto federal de transição das emissoras de TV brasileiras do sinal analógico para o digital, a TV Gazeta Noroeste cessou suas transmissões pelo canal 9 VHF em 1.º de dezembro de 2021.

## Programas
- Gazeta Meio Dia: Telejornal, com Aurelio de Freitas

Em 7 de setembro de 2020, a emissora extinguiu o ESTV 2.ª edição e o boletim Gazeta Notícia, mantendo apenas a produção de reportagens para os telejornais da rede. De 19 de abril de 2021 a 28 de outubro de 2023 retransmitiu as edições do ESTV para o interior do estado gravadas nos estúdios da Rede Gazeta em Vitória devido a corte de custos. Em 30 de outubro de 2023, estreou o Gazeta Meio Dia gerado para o interior do estado, enquanto que a noite o ES2 Regional foi extinto dando lugar ao Boa Noite Espírito Santo com transmissão estadual da matriz da rede assim como é feito nos demais programas.

## Retransmissoras
- Água Doce do Norte - 9
- Águia Branca - 11
- Baixo Guandu - 9 (24)
- Barra de São Francisco - 7 / 24 (22)
- Governador Lindenberg - 9 / 21
- Mantenópolis - 11
- Nova Venécia - 10 / 9 (22)
- São Domingos do Norte - 20 / 9 (21)
- São Gabriel da Palha - 13 (24)
- Vila Pavão - 11